# Équipe de Syrie féminine de basket-ball
Cet article traite de l'équipe féminine. Pour l'équipe masculine, voir Équipe de Syrie masculine de basket-ball.
Maillots
L'équipe de Syrie féminine de basket-ball est l'équipe nationale qui représente la Syrie dans les compétitions internationales. 
La Syrie ne s'est jamais qualifiée pour un tournoi olympique ou pour une Coupe du monde. La Syrie a participé deux fois à la Coupe d'Asie, son meilleur resultat est une neuvième place en 1986. Les Syriennes sont aussi médaillées de bronze aux Jeux méditerranéens de 1987.